# Re matto live
Re matto live è il primo album dal vivo del cantante italiano Marco Mengoni, pubblicato il 19 ottobre 2010 dalla Sony Music.

## Il disco
L'album raccoglie le tracce audio registrate nel corso del concerto tenutosi a Montesilvano il 27 luglio 2010; lo spettacolo registrato all'interno del DVD raccoglie, invece, le esibizioni relative alla tappa del Re matto tour presso il Porto Antico di Genova il 15 luglio 2010. Il Re matto tour è la prima tournée di Mengoni: anticipato dalla data zero di Osimo del 1 maggio 2010, è stato ufficialmente inaugurato con il doppio concerto sold out tenutosi all'Alcatraz di Milano il 3 e 4 maggio 2010, per poi concludersi ancora a Milano dopo un totale di 56 date sold out, con l'esibizione dell'11 settembre dello stesso anno al PalaSharp nell'ambito della Festa dell'Unità.
Il tour è stato ideato dallo stesso Marco Mengoni, in collaborazione con Stella Fabiani e Luca Tommassini, al quale è stata affidata anche la regia. Le coreografie e i costumi sono di Claudia Tortora e gli intermezzi vocali sono affidati a Cristiana Lionello.
Quasi tutti i musicisti che accompagnano il cantante costituiscono il suo gruppo da prima dell'esperienza televisiva di X Factor; ad essi si aggiungono nuovi nomi, quali i due coristi Mattia Davide Amico e Davide Colomba, componenti del gruppo vocale Luana Biz, anch'esso partecipante alla terza edizione del talent show di Rai 2.
Il cantante ha definito il disco come una sorta di punto di chiusura dell'anno durante il quale ha raggiunto la notorietà, ma anche come una sintesi delle esperienze artistiche dell'estate 2010. L'album è stato anticipato il 1 ottobre 2010 dalla pubblicazione del singolo In un giorno qualunque, già contenuto all'interno dell'EP Re matto.

## Tracce
1. Rabbit's intro – 1:39 (Piero Calabrese)
2. Stanco (Deeper Inside) – 4:17 (Massimo Calabrese, Piero Calabrese, Marco Mengoni, Stella Fabiani, Stefano Calabrese)
3. Paralyzer – 3:26 (James Black, Rick Jackett, Scott Anderson, Rich Beddoe, Sean Anderson)
4. In viaggio verso me – 3:14 (Massimo Calabrese, Piero Calabrese, Marco Mengoni)
5. In un giorno qualunque – 3:59 (Piero Calabrese, Marco Mengoni)
6. Helter Skelter – 3:19 (John Lennon, Paul McCartney)
7. Questa notte – 3:54 (Massimo Calabrese, Piero Calabrese, Marco Mengoni, Stefano Calabrese)
8. Lontanissimo da te – 3:31 (Massimo Calabrese, Piero Calabrese, Roberto Procaccini, Marco Del Bene)
9. Insieme a te sto bene – 3:50 (testo: Mogol – musica: Lucio Battisti)
10. Fino a ieri/Cosmic Girl – 4:46 (Massimo Calabrese, Piero Calabrese, Marco Mengoni, Antongiulio Frulio, Ernesto Leveque/Jason Kay, Toby Smith, Derrick McKenzie, Stuart Zender, Simon Katz, Wallis Buchanan)
11. Almeno tu nell'universo – 5:45 (Maurizio Fabrizio, Bruno Lauzi)
12. Mad World – 3:36 (Roland Orzabal)
13. See Me, Feel Me/Listening to You – 4:25 (Pete Townshend)
14. Nessuno – 3:31 (Edilio Capotosti, Antonietta De Simone)
15. La guerra – 3:22 (Massimo Calabrese, Piero Calabrese, Marco Mengoni)
16. Credimi ancora – 7:36 (Massimo Calabrese, Piero Calabrese, Marco Mengoni, Stella Fabiani)

Traccia bonus nell'edizione digitale
1. In un giorno qualunque (New Version) – 3:45 (Piero Calabrese, Marco Mengoni)

## Musicisti
I musicisti che hanno accompagnato Marco Mengoni durante il Re matto tour sono:
- Aidan Zammit: pianoforte, tastiere e programmazione.
- Stefano Calabrese: chitarre.
- Peter Cornacchia: chitarre.
- Davide Sollazzi: batteria.
- Giovanni Pallotti: basso.
- Mattia Davide Amico e Davide Colomba: cori.

## Classifiche
| Classifica (2010) | Posizione massima |
| ----------------- | ----------------- |
| Italia            | 1                 |